# Guerra cremonidea
La guerra cremonidea (in greco antico: Χρεμωνίδειος πόλεμος?, Chremonìdeios pòlemos) fu un conflitto combattuto nella Grecia antica tra il 267 a.C. ed il 261 a.C. da una coalizione di stati greci, sostenuta dall'Egitto, contro il Regno di Macedonia. Terminò con la caduta per assedio di Atene, rimasta priva di aiuti.

## Etimologia
L'attributo "cremonidea" fu dato già nell'antichità dallo storico Egesandro, vissuto un secolo dopo i fatti, il quale evidentemente intese sottolineare il ruolo svolto, nella genesi della guerra, da Cremonide, un ateniese capo del partito democratico.

## Cause
Asceso al trono di Macedonia, Antigono II Gonata divenne anche capo della Lega Tessala e fu in buoni rapporti con i vicini regni degli Illiri e degli Odrisi. Antigono rafforzò la sua posizione in Grecia mantenendo forze di occupazione macedoni nelle città di Corinto, Calcide nell'Eubea e Demetriade in Tessaglia, i tre "capisaldi" dell'Ellade.
Oltre a questo, Antigono appoggiò le fazioni filo-macedoni in varie città del Peloponneso e favorì l'ascesa al potere di tiranni a Sicione, ad Argo, ad Elide e a Megalopoli. Al completo controllo della Grecia da parte della Macedonia mancava solo il controllo delle coste del Mar Egeo, vitale per gli scambi della Grecia con l'Asia e l'Egitto. Al controllo dell'Egeo mirava anche Tolomeo II d'Egitto. Gli interessi delle polis greche erano tutto sommato di secondaria importanza.
Sparta desiderava riorganizzare la sua Lega peloponnesiaca, mentre Atene desiderava liberarsi delle guarnigioni macedoni stanziate a Munichia, nel Pireo. Sparta e Atene furono pertanto sensibili alla politica antimacedone di Tolomeo. Nel 267 a.C. Cremonide, riprendendo la politica anti-macedone di Demostene, presentò un decreto che sancì l'alleanza di Atene con Tolomeo II e Areo I di Sparta in funzione anti-macedone.

## Operazioni militari
Non si conoscono con precisione tutti i particolari della guerra. I successi iniziali di Sparta, guidata dal Areo I, e dell'Egitto, obbligarono Antigono Gonata a intervenire con energia. Antigono schiacciò una ribellione di mercenari galli, che aveva assoldato a difendere la linea dell'istmo di Corinto nei pressi di Megara; nel 267 a.C. respinse, con l'aiuto del fratello Demetrio, un assalto di Alessandro II che aveva invaso la Macedonia. Riuscì a ristabilire il predominio macedone anche nel Peloponneso e sconfisse presso Corinto il re spartano Areo I che perse la vita (265 a.C.). Sottopose infine Atene a un assedio al quale la città dovette arrendersi a discrezione accettando guarnigioni macedoni in altre sei località, oltre a Munichia, e sottoscrivendo pesanti limitazioni di ordine economico quali la proibizione di emettere moneta propria e la rottura dell'alleanza con Bisanzio.